# Peng’an

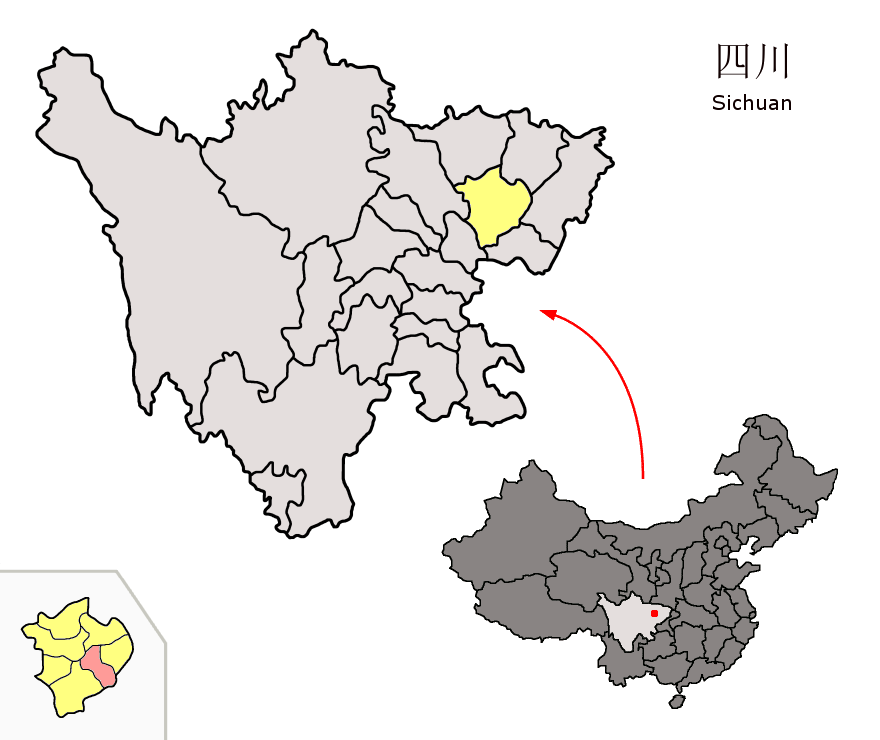
Lage des Kreises Peng’an (rosa) in der bezirksfreien Stadt Nanchong (gelb).

Peng’an (蓬安县,  Péng'ān Xiàn) ist ein Kreis der bezirksfreien Stadt Nanchong im Nordosten der südwestchinesischen Provinz Sichuan. Er hat eine Fläche von 1.331 Quadratkilometern und zählt 461.485 Einwohner (Stand: Zensus 2020). Sein Hauptort ist die Großgemeinde Xiangru (相如镇).

## Administrative Gliederung
Auf Gemeindeebene setzt sich der Kreis aus fünfzehn Großgemeinden und vierundzwanzig Gemeinden zusammen.